# Claude Lastennet
Pour les articles homonymes, voir Lastennet.
Claude Lastennet, né le 19 janvier 1971 à Brest et mort le 19 décembre 2023 à Poitiers, est un tueur en série français.

## Biographie
Claude Lastennet naît le 19 janvier 1971 à Brest. Né de père inconnu, « un marin », quelques minutes après son frère jumeau, Frédéric, ils sont élevés séparément par des tantes et oncles dans la presqu'île de Crozon, tandis que leur mère Jacqueline part gagner sa vie à Paris comme employée de poste. Ils la rejoignent deux ans plus tard, puis reviennent vivre tous trois dans le Finistère près de dix ans après, lorsque Claude et Frédéric atteignent l'âge de douze ans en 1983.
En 1984, leur mère se remarie avec un homme de dix ans son cadet, avec qui elle aura deux autres enfants, et Claude, très attaché à elle, vit cette nouvelle union comme une trahison. Il entretient alors de très mauvais rapports avec son beau-père « alcoolique violent » qui l'humilie, l'insulte et le frappe, et quitte le domicile familial en 1985. Il a alors 14 ans.
En pension à Quimper, il passe un BEP d'employé de restaurant et un CAP de pâtissier. Serveur saisonnier en 1987, il devient un gros fumeur de haschich et en deviendra dealer au sein du foyer dans lequel il vit. 
En 1989, à 18 ans, il est réformé de l'armée. Éprouvé par la mort de sa grand-mère adorée, il fait son premier séjour en hôpital psychiatrique en 1990. 
En 1991, à 20 ans, engagé au restaurant Chez Dumonet à Montparnasse, ce premier chef de rang côtoie des « dames avec des visons ». Certaines lui proposent « des rendez-vous galants » qu'il accepte volontiers. Son ancien employeur indique que si certains clients ont une tête qui ne lui revient pas, il refuse alors de les servir et le décrit comme étant à l'époque en « suicide professionnel » qui entraîne son licenciement.
En février 1993, alors qu'il est hébergé dans la capitale, chez son frère, il tente de se suicider en avalant des cachets de Lexomil (un anxiolytique). Au cours de l'été, il cesse brutalement son traitement psychotrope. Ruiné, Lastennet décide de repérer des personnes âgées dans la rue pour voler leur économies.

### Les faits et l'enquête
Le 21 août 1993, à Chevilly-Larue, une femme habitant au 51 avenue du Président-Franklin-Roosevelt remarque Claude Lastennet sur le trottoir d'en face, qui reste debout sans bouger. Au bout d'un moment, elle l'interpelle et demande ce qu'il fait ici. Il lui répond qu'il cherche le numéro 52. Or, au numéro 52 dans cette avenue, se trouve un parc. Lastennet brise la vitre de la porte à l'arrière du petit pavillon de Marcelle Cavilier, 87 ans, au 49 avenue du Président-Franklin-Roosevelt. Il passe le bras pour atteindre la clé qui est sur la serrure à l'intérieur, déverrouille la porte et s'introduit dans la maison. Il la menace pour qu'elle lui donne de l'argent. Elle refuse. Ils luttent. Il l'étrangle mortellement dans sa chambre, sur son lit, allongée sur le dos, ses pieds touchant le sol. Lastennet fouille toutes les pièces, vole 12 000 francs, puis s'en va. 
Le 24 août 1993, la famille de Marcelle vient chez elle et la trouve morte. Son visage, roué de coups, est tuméfié. Les enquêteurs ne trouvent aucune empreinte. Seule la voisine de la défunte permet de faire la description du jeune homme qui, trois jours plus tôt, était resté devant le domicile durant deux heures. La description de la voisine permet d'établir un portrait-robot. Cependant, ce dernier ne permettra pas de confondre Lastennet ; ce dernier étant inconnu des services de police, au moment des faits.
Le 15 novembre 1993, au 19 rue Edgar-Quinet à Thiais, Claude Lastennet casse un carreau de la porte-fenêtre de la véranda de la maison d'Antoinette Bonin, 76 ans, et s'introduit dans son logement. Antoinette, intriguée par le bruit de verre cassé, vient dans la pièce. Il l'étrangle, puis fouille toutes les pièces. Vers 18 h 30, le fils d'Antoinette, François Bonin, qui habite la maison voisine, entre chez sa mère pour prendre de ses nouvelles, comme tous les soirs. François découvre Claude Lastennet en train de fouiller dans un placard de la cuisine. Lastennet répond calmement que la vieille a eu un malaise, qu'elle lui a demandé de ranger, qu'elle est allongée sur le sol dans une pièce du fond et qu'elle a un petit filet de sang qui a coulé de son oreille. François se rend près de sa mère, sans la toucher, elle ne réagit pas à ses appels. Il retourne vers l'entrée et constate que Lastennet a disparu. Il remarque la vitre cassée, le désordre dans toutes les pièces et comprend que Lastennet est un cambrioleur. Il retourne chez lui et informe son épouse Nicole. Ils téléphonent aux pompiers. Ceux-ci arrivent et constatent qu'Antoinette est morte. La sœur de François arrive sur place et déclare qu'il convoite la maison de sa mère. Les enquêteurs soupçonnent François d'avoir tué Antoinette. Les enquêteurs relèvent une empreinte de paume de main sur le carreau cassé de la porte-fenêtre de la véranda.
Le 16 novembre 1993, à Boulogne-Billancourt, Claude Lastennet entre chez Raymonde Dolisy, 72 ans. Lastennet saccage la résidence de Madame Dolisy et la tue en l'étranglant. Son corps n'est retrouvé que le vendredi 19 novembre 1993, par la concierge de l'immeuble, intriguée de voir des cartes postales empilées devant sa porte.
Le 18 décembre 1993, à Bourg-la-Reine, Claude Lastennet tue Augustine Royer, 91 ans, chez elle par strangulation. Son corps est retrouvé le lendemain. Après ce quatrième meurtre, les enquêteurs remarquent que les lieux sont disséminés le long de la ligne de bus 192. À la suite de cela, François Bonin, accusé de l'assassinat de sa mère, est enfin écouté et ébauche un portrait-robot de Claude Lastennet.
Le 20 décembre 1993, à Chevilly-Larue, Lastennet agresse Rosalie Czajka, 82 ans, chez elle. Il exige de lui donner de l'argent sous la menace d'une arme. Mme Czajka lui donne alors 500 francs, mais Claude Lastennet, voulant plus d'argent, menace de la tuer. Rosalie Czajka se défend, puis sa voisine entend ses appels au secours. Dans la lutte, Lastennet perd la casquette qu'il porte et s'enfuit.
Le 8 janvier 1994, avenue de Versailles à Thiais, Claude Lastennet étrangle Violette de Ferluc, 92 ans, dans son appartement au 3e étage. Il arrache les fils du téléphone et fouille toutes les pièces. Le corps sans vie de la vieille dame est découvert le 9 janvier 1994, vers 17 h. Son fils Gérard de Ferluc, prêtre, la découvre morte, alors qu'il s'apprêtait à lui donner de quoi manger.
Le 11 janvier 1994, Arnaud Bossu, habitant dans un foyer de jeunes travailleurs de Chevilly-Larue, contacte les enquêteurs et leur révèle que son ami Claude Lastennet lui a demandé comment utiliser une carte de crédit qu'il a volée à une vieille qu'il a tuée,. Voyant la réaction de dégoût de son ami, Lastennet lui dit qu'il lui a menti. C'est en lisant dans le journal un article décrivant le meurtre de Violette de Ferluc qu'Arnaud Bossu a fait le rapprochement.

### Arrestation et incarcération
Le 12 janvier 1994, Lastennet est arrêté dans son appartement alors qu'il dort dans son lit. Il ne résiste pas et avoue immédiatement les faits. La perquisition de son appartement a lieu aussitôt en sa présence. Les enquêteurs trouvent des objets qu'il a volés aux victimes : la carte de crédit au nom de Violette de Ferluc, de nombreux bijoux et un poste de radio. En garde à vue, Lastennet avoue de nouveau les faits dans les détails. Il est mis en examen pour cinq assassinats et est placé en détention provisoire.
Concernant l'agression de Rosalie Czajka, Lastennet lui est présenté, le 18 février 1994, en vue d'une reconnaissance. Devant un miroir sans tain, elle l'identifie formellement comme étant son agresseur. Lastennet est également mis en examen pour tentative d'assassinat.
L'enquête effectuée démontre que, à la suite de son premier meurtre, Lastennet paye son loyer à l'aide des 12 000 francs dérobés chez sa victime. Grâce à cela, il parvenait à rembourser son retard de paiement pour les mois précédant le meurtre. Dépressif au moment des faits, Lastennet avoue également qu'il n'avait aucune intention de tuer, mais de faire face à ses problèmes d'argent : expliquant le fait d'être dépressif. Il passe cependant inaperçu après avoir tué, du fait d'avoir un physique « rassurant » et « passe-partout » et semble, selon ses dires, se réveiller avec un « besoin » et une « envie de tuer », lorsqu'il se réveille le matin ; ses pulsions criminelles reprennent rapidement le dessus.

### Procès et condamnations
Le 20 octobre 1997, le procès de Claude Lastennet débute à la cour d'assises du Val-de-Marne à Créteil. Sa défense est assurée par Pierre-Olivier Sur.
Au cours de la procédure judiciaire, Lastennet parle de ses actes à la troisième personne indiquant qu'une moitié de lui ne reconnaît pas la personne qu'il est pour avoir commis ce genre d'atrocité. Imprégné de fantastique, il explique avoir donné la mort pour devenir immortel, tel Satan : « À chaque fois que j'ai étranglé des femmes, il y a toujours un écoulement sanguin soit du nez, soit des oreilles. Je trempe un doigt, l'auriculaire droit dans le sang et je le porte à ma bouche. Le sang m'excite. Je me suis d'ailleurs intéressé à des histoires de vampire, de Lucifer ».
Il est condamné le 22 octobre 1997 à la réclusion criminelle à perpétuité avec une peine de sûreté de 18 ans,,.

### Mort
Il meurt le 19 décembre 2023, au centre pénitentiaire de Poitiers-Vivonne, après presque 30 ans de détention. Il était accessible à une libération conditionnelle depuis janvier 2012.

## Liste des victimes connues
| Date             | Identité                       | Âge | Lieu                 |
| ---------------- | ------------------------------ | --- | -------------------- |
| 21 août 1993     | Marcelle Cavilier              | 87  | Chevilly-Larue       |
| 15 novembre 1993 | Antoinette Bonin (née Martial) | 76  | Thiais               |
| 16 novembre 1993 | Raymonde Dolisy (née Fournier) | 72  | Boulogne-Billancourt |
| 18 décembre 1993 | Augustine Royer                | 91  | Bourg-la-Reine       |
| 20 décembre 1993 | Rosalie Czajka                 | 82  | Chevilly-Larue       |
| 8 janvier 1994   | Violette de Ferluc (née Rey)   | 92  | Thiais               |